# Scleronema (сом)
Scleronema (Склеронема) — рід риб з підродини Trichomycterinae родини Trichomycteridae ряду сомоподібні. Має 3 види. Наукова назва походить від грецьких слів skleros, тобто «твердий», та nema — «нитка».

## Опис
Загальна довжина представників цього роду коливається від 4 до 8 см. Голова сильно сплощена. Очі овальні, помірно великі. Рот доволі широкий. Є 2 пари вусів з боків рота. Тулуб стрункий, витягнутий. Спинний плавець широкий. Жировий плавець відсутній. Грудні та черевні плавці вузькі, маленькі. Анальний плавець помірно подовжений. Хвостовий плавець розділений.
Забарвлення світло-коричневе, по якому проходять поперечні смуги або плями темних кольорів.

## Спосіб життя
Біологія вивчена недостатньо. Є демерсальні риби. Воліють до прісної та чистої води. Тримаються піщано-кам'янистого ґрунту. Активні у присмерку. Живляться рослинними залишками.

## Розповсюдження
Мешкають у річці Уругвай.

## Види
- Scleronema angustirostre
- Scleronema minutum
- Scleronema operculatum